# Kathryn Prescott
Kathryn „Kat” Prescott (ur. 4 czerwca 1991 w Southgate w Londynie) – brytyjska aktorka.
Występowała w roli Emily Fitch w serialu młodzieżowym Kumple.

## Kariera
W lipcu 2008 r. Prescott razem z siostrą bliźniaczką Megan wystąpiła w serialu Doctors. Grały siostry bliźniaczki Amy i Charlotte Wilcox w odcinku „Dare, Double Dare, Truth”.
Od 2009 r. grała w głównej obsadzie serialu Kumple jako Emily Fitch.
Prescott stwierdziła na jej oficjalnej stronie w marcu 2010, że dostała rolę w odcinku pilotażowym Goth. Następnie potwierdziła na swojej stronie internetowej pod koniec kwietnia 2010, że ma się rozpocząć filmowanie Goth w Londynie w sierpniu tego samego roku. Została zaproszona do powtórzenia swojej roli Emily Fitch w pełnometrażowym filmie Kumple.

## Życie osobiste
Kat jest o 6 minut starsza od swojej siostry Megan i ma w swoim ciele w sumie 14 kolczyków. Na oficjalnej stronie Kumpli pojawiła się lista Kat – Top Ten Playlist – na której znalazły się takie nazwy jak Röyksopp, The Cardigans i Metallica. W odpowiedzi na pytania fanów na jej stronie oficjalnej, Prescott wykazała, że wolałaby nie etykietować się na temat jej seksualności (po pogłoskach o jej homoseksualizmie po zagraniu roli Emily w Kumplach, która była lesbijką), ponieważ orientacja seksualna to nie etykieta na puszce, także nie wierzy w to, że ludzie są definiowani poprzez ich seksualność, sugerując, że to nie zmienia tego kim jesteśmy. Po odpowiedzi na kolejne pytanie, Prescott wyjawiła, że mimo tego, że nie jest „ściśle” wegetarianką to i tak obawia się tego co jest w mięsie.

## Filmografia
| Rok         | Tytuł                    | Rola           | Notka                  |
| ----------- | ------------------------ | -------------- | ---------------------- |
| 2009–2013   | Kumple                   | Emily Fitch    | serial (główna obsada) |
| 2010        | Goth                     | Katie          | pilot                  |
| 2011        | Lethal                   | Michelle       | film (główna rola)     |
| 2014        | Nastoletnia Maria Stuart | Penelope       | 4 odcinki              |
| 2014 - 2015 | Finding Carter           | Carter Stevens | serial (główna rola)   |
| 2019        | Był sobie pies 2         | CJ             | film (główna rola)     |